# Unterendingen
Unterendingen est une localité et une ancienne commune suisse du canton d'Argovie, située dans le district de Zurzach.

## Histoire

Vue aérienne (1967).

Le 1er janvier 2014, l'ancienne commune a été englobée dans sa voisine d'Endingen.